# Dora 2022.
HRT je organizirao Doru 2022. kako bi odabrao svog predstavnika na Eurosongu 2022. Na natjecanju je sudjelovalo 14 pjesama među kojima je jedna pjesma izašla kao pobjednik Dore i kao predstavnik Hrvatske na Eurosongu 2022 godine.

## Popis natjecateljskih pjesama[1]
| RB | Izvođač          | Pjesma                    | Kompozitor(i)                                                                                    |
| -- | ---------------- | ------------------------- | ------------------------------------------------------------------------------------------------ |
| 01 | Mila Elegović    | "Ljubav"                  | Bruno Krajcar                                                                                    |
| 02 | Mia Negovetić    | "Forgive Me" (Oprosti)    | Andreas Stone Johansson, Denniz Jamm, Laurell Barker, Mia Negovetić                              |
| 03 | Marko Bošnjak    | "Moli za nas"             | Vlaho Arbulić, Mihovil Šoštarić                                                                  |
| 04 | Jessa            | "My Next Mistake"         | Silvio Pasarić, Jessica Atlić-McColgan                                                           |
| 05 | Zdenka Kovačiček | "Stay on the Bright Side" | Adi Karas, Elvis Sršen NoA, Zvonimir Bajević, Jurica Hotko                                       |
| 06 | Tina Vukov       | "Hideout"                 | Rejhan Okanović, Tomislav Gojanović, Josipa Vujević                                              |
| 07 | Roko Vušković    | "Malo kasnije"            | Predrag Martinjak, Roko Vušković, Jan Šinjor Cvetković                                           |
| 08 | Bernarda         | "Here for Love"           | Bernarda Brunović, Adriana Pupavac, Andreas Björkman, Karl Persson, Jonas Ekdahl, Aidan O'Connor |
| 09 | Eric Vidović     | "I Found You"             | Eric Vidović, Filip Vidović, Gordan Dragić                                                       |
| 10 | ToMa             | "In the Darkness"         | Adriana Pupavac, Andreas Björkman, Tomislav Marić, Aidan O'Connor, Samuel Runsteen               |
| 11 | Elis Lovrić      | "No War"                  | Anthony Kukuljan, Elis Lovrić, Sandi Bratonja                                                    |
| 12 | Ella Orešković   | "If You Walk Away"        | Siniša Reljić - Simba, Ella Orešković                                                            |
| 13 | Tia              | "Voli me do neba"         | Vlaho Arbulić, Mihovil Šoštarić                                                                  |
| 14 | Mia Dimšić       | "Guilty Pleasure"         | Mia Dimšić, Vjekoslav Dimter, Damir Bačić, Ante Gelo                                             |

### Rezerve
| Izvođač                    | Pjesma    | Kompozitor(i)                                             |
| -------------------------- | --------- | --------------------------------------------------------- |
| Karlo Vudrić               | "3AM"     | Karlo Vudrić, Hrvoje Domazet                              |
| Vlatka Burić Dujmović Vjan | Gladiator | Ronnie Svendson, Anne Judith Stoke Vic, Nermin Harambašić |
| Totalni Optimizam          | "What If" | Marko Mihaljević, Neil Patrick O'Hagan                    |
| Stella Scholaja            | "Ghost"   | Stella Scholaja                                           |

## Glasovi
Dana 2. veljače 2022. otkriven je sustav glasovanja za natječaj. Pobjednik Dore 2022. određen je glasovima deset regionalnih žirija i javnosti, od kojih svaki čini 50% rezultata. U slučaju izjednačenog rezultata, javno glasovanje imalo bi prednost. Žiriji su se sastojali od po tri člana (po jedan glazbeni djelatnik HRT-a, jedan član Hrvatskog društva skladatelja i jedan član Hrvatske glazbene unije), u predstavništvu sljedećih regija: Rijeka, Pula, Osijek, Čakovec i Varaždin, Split, Vukovar, Knin i Šibenik, Zadar, Dubrovnik, Zagreb.
Na probi haljina, održanoj 18. veljače, svaki član žirija rangirao je pjesme od 1. do 14. mjesta, pri čemu su tri rang-liste svakog žirija sažete u jednu. Prvih deset pjesama na svakoj ljestvici žirija tada je nagrađeno s 12, 10, 8, 7, 6, 5, 4, 3, 2 boda i 1 bodom.
Javnost je mogla glasovati telefonskim pozivom ili SMS-om, s najviše 10 glasova dopuštenih po biraču. Postotak glasova dobivenih svakim unosom primijenjen je na ukupno 580 bodova koji će se raspodijeliti u skladu s tim.
Detaljni broj poziva, poruka publike i rezultati glasovanja objavljeni su dva dana kasnije.
| #  | Izvođač          | Pjesma                    | Žiri | Televoting        | Televoting | Televoting | Televoting   | Ukupno | Mjesto |
| #  | Izvođač          | Pjesma                    | Žiri | Telefonski pozivi | SMS poruke | Ukupno     | Zbroj bodova | Ukupno | Mjesto |
| -- | ---------------- | ------------------------- | ---- | ----------------- | ---------- | ---------- | ------------ | ------ | ------ |
| 1  | Mila Elegović    | "Ljubav"                  | 3    | 1145              | 246        | 1391       | 12           | 15     | 14     |
| 2  | Mia Negovetić    | "Forgive Me" (Oprosti)    | 81   | 5278              | 2226       | 7504       | 60           | 141    | 3      |
| 3  | Marko Bošnjak    | "Moli za nas"             | 71   | 7161              | 6342       | 13503      | 108          | 179    | 2      |
| 4  | Jessa            | "My Next Mistake"         | 8    | 794               | 332        | 1126       | 9            | 17     | 12     |
| 5  | Zdenka Kovačiček | "Stay on the Bright Side" | 31   | 1691              | 812        | 2503       | 20           | 51     | 9      |
| 6  | Tina Vukov       | "Hideout"                 | 33   | 2130              | 726        | 2856       | 23           | 56     | 8      |
| 7  | Roko Vušković    | "Malo kasnije"            | 8    | 717               | 356        | 1073       | 9            | 17     | 12     |
| 8  | Bernarda         | "Here for Love"           | 64   | 3710              | 2201       | 5911       | 47           | 111    | 4      |
| 9  | Eric Vidović     | "I Found You"             | 59   | 3610              | 1797       | 5407       | 43           | 102    | 5      |
| 10 | ToMa             | "In the Darkness"         | 43   | 1856              | 1203       | 3059       | 25           | 68     | 7      |
| 11 | Elis Lovrić      | "No War"                  | 64   | 2350              | 1382       | 3732       | 30           | 94     | 6      |
| 12 | Ella Orešković   | "If You Walk Away"        | 11   | 1456              | 643        | 2109       | 17           | 28     | 10     |
| 13 | Tia              | "Voli me do neba"         | 13   | 832               | 525        | 1357       | 11           | 24     | 11     |
| 14 | Mia Dimšić       | "Guilty Pleasure"         | 91   | 13388             | 7271       | 20659      | 166          | 257    | 1      |

| Detaljni glasovi regionalnog žirija | Detaljni glasovi regionalnog žirija | Detaljni glasovi regionalnog žirija | Detaljni glasovi regionalnog žirija | Detaljni glasovi regionalnog žirija | Detaljni glasovi regionalnog žirija | Detaljni glasovi regionalnog žirija | Detaljni glasovi regionalnog žirija | Detaljni glasovi regionalnog žirija | Detaljni glasovi regionalnog žirija | Detaljni glasovi regionalnog žirija | Detaljni glasovi regionalnog žirija | Detaljni glasovi regionalnog žirija | Detaljni glasovi regionalnog žirija |
| #                                   | Izvođač                             | Pjesma                              | Rijeka                              | Pula                                | Osijek                              | Čakovec i Varaždin                  | Split                               | Vukovar                             | Knin i Šibenik                      | Zadar                               | Dubrovnik                           | Zagreb                              | Ukupno                              |
| ----------------------------------- | ----------------------------------- | ----------------------------------- | ----------------------------------- | ----------------------------------- | ----------------------------------- | ----------------------------------- | ----------------------------------- | ----------------------------------- | ----------------------------------- | ----------------------------------- | ----------------------------------- | ----------------------------------- | ----------------------------------- |
| 1                                   | Mila Elegović                       | "Ljubav"                            |                                     | 1                                   |                                     |                                     |                                     |                                     |                                     |                                     |                                     | 2                                   | 3                                   |
| 2                                   | Mia Negovetić                       | "Forgive Me" (Oprosti)              | 7                                   | 6                                   | 6                                   | 5                                   | 10                                  | 10                                  | 12                                  | 12                                  | 7                                   | 6                                   | 81                                  |
| 3                                   | Marko Bošnjak                       | "Moli za nas"                       | 2                                   | 4                                   | 8                                   | 7                                   | 12                                  | 12                                  | 8                                   | 2                                   | 6                                   | 10                                  | 71                                  |
| 4                                   | Jessa                               | "My Next Mistake"                   |                                     | 2                                   |                                     |                                     | 3                                   |                                     |                                     | 3                                   |                                     |                                     | 8                                   |
| 5                                   | Zdenka Kovačiček                    | "Stay on the Bright Side"           | 3                                   | 5                                   | 2                                   | 4                                   |                                     | 3                                   | 4                                   | 5                                   | 5                                   |                                     | 31                                  |
| 6                                   | Tina Vukov                          | "Hideout"                           | 6                                   | 3                                   | 7                                   |                                     | 1                                   | 1                                   | 5                                   | 1                                   | 4                                   | 5                                   | 33                                  |
| 7                                   | Roko Vušković                       | "Malo kasnije"                      |                                     |                                     |                                     |                                     |                                     | 5                                   | 1                                   |                                     | 2                                   |                                     | 8                                   |
| 8                                   | Bernarda                            | "Here for Love"                     | 12                                  | 7                                   | 1                                   | 6                                   | 7                                   | 6                                   | 7                                   | 8                                   | 3                                   | 7                                   | 64                                  |
| 9                                   | Eric Vidović                        | "I Found You"                       | 10                                  | 12                                  |                                     | 3                                   | 6                                   | 4                                   | 3                                   | 6                                   | 12                                  | 3                                   | 59                                  |
| 10                                  | ToMa                                | "In the Darkness"                   | 4                                   |                                     | 4                                   | 8                                   | 4                                   | 7                                   |                                     | 4                                   |                                     | 12                                  | 43                                  |
| 11                                  | Elis Lovrić                         | "No War"                            | 5                                   | 8                                   | 10                                  | 10                                  | 2                                   | 2                                   | 6                                   | 10                                  | 10                                  | 1                                   | 64                                  |
| 12                                  | Ella Orešković                      | "If You Walk Away"                  | 1                                   |                                     | 3                                   | 2                                   | 5                                   |                                     |                                     |                                     |                                     |                                     | 11                                  |
| 13                                  | Tia                                 | "Voli me do neba"                   |                                     |                                     | 5                                   | 1                                   |                                     |                                     | 2                                   |                                     | 1                                   | 4                                   | 13                                  |
| 14                                  | Mia Dimšić                          | "Guilty Pleasure"                   | 8                                   | 10                                  | 12                                  | 12                                  | 8                                   | 8                                   | 10                                  | 7                                   | 8                                   | 8                                   | 91                                  |

## Žiri
Svaki ocjenjivački sud bio je sastavljen od tri člana: jednog radnika HRT-a (glazbeni urednik Hrvatskog radija (HR) ili novinar koji se bavi glazbom), jednog člana HDS-a i jednog člana HGU-a. Evo tko je to bio ove godine:

### Zagreb
- Željko Barba, urednik Glazbenih sadržaja HR
- Emilija Kokić, pjevačica, HGU
- Nika Turković, pjevačica i skladateljica HDS

### Split
- Želimir Škarpona, glazbeni urednik HR Radio Split
- Leo Škaro, aranžer HGU
- Luka Mrduljaš, skladatelj i glazbenik, HDS

### Rijeka
- Albert Petrović, novinar-voditelj HR Radio Rijeka
- Ivan Pešut, glazbenik, autor i producent, HGU
- Ivan Popeskić, skladatelj, HDS

### Pula
- Serđo Valić, glazbeni urednik HR Radio Pula
- Gabrijela Galant Jelenić, pjevačica, HGU
- Marko Matijević Sekul, skladatelj, tekstopisac, producent HDS

### Osijek
- Marina Ban, glazbena urednica – voditeljica na HR Radio Osijeku
- Goran Bošković, pjevač, autor glazbe i tekstova grupe Fluentes, HGU
- Mario Vestić, skladatelj i tekstopisac, HDS

### Čakovec i Varaždin
- Danijela Bratić-Herceg, novinarka HRT centra Čakovec
- Bojan Jambrošić, pjevač HGU
- Aleksandar Sandi Cenov, pjevač i skladatelj HDS

### Dubrovnik
- Milivoj Kravarović, glazbeni urednik HR Radio Dubrovnik
- Maja Grgić, pjevačica i skladateljica, HGU
- Damir Butigan, skladatelj i aranžer, HDS

### Zadar
- Toni Dunatov, šef Glazbene redakcije HR Radio Zadra
- Jure Brkljača, pjevač, HGU
- Vjekoslav Šuljić, skladatelj, aranžer i klapski pjevač, HDS

### Knin i Šibenik
- Nenad Tisaj, glazbeni urednik (vanjski suradnik) HR Radio Knin
- Ivana Lovrić, pjevačica grupe Colonia, HGU
- Branimir Bubica, skladatelj, tekstopisac, pjevač i producent, HDS

### Vukovar
- Zvominir Mandić, glazbeni urednik na HR Radio Osijek
- Dominik Blaževac, pjevač, HGU
- Goran Dragaš, skladatelj filmske glazbe, HDS